# Pseudosimnia wieseorum
Pseudosimnia wieseorum is een slakkensoort uit de familie van de Ovulidae. De wetenschappelijke naam van de soort is voor het eerst geldig gepubliceerd in 1985 door Lorenz.